# Jean Le Fèvre (chanoine)
Pour les articles homonymes, voir Jean Le Fèvre (homonymie).
Jean Le Fèvre (ou encore Jehan Lefèvre), né en 1493 et mort en 1565, est un chanoine français, originaire de Dijon, qui fut chanoine de Langres et de Bar-sur-Aube.

## Travaux
- 1536 Livret des emblesmes de maistre André Alciat ; mis en rime françoyse [par Jehan Lefèvre], 1536
- 1572 Jean Le Fèvre fut le premier compositeur du dictionnaire de rimes : Dictionnaire des rymes françoises de feu M. Jean Le Fèvre ; reduict en bon ordre et augmenté d'un grand nombre de vocables, dont une réédition a été effectuée en 1587, par son neveu Étienne Tabourot, sieur des Accords, dit Tabourot des Accords.
- On lui doit également quelques traductions de l’italien en français[1].